# Nikítskoie
Nikítskoie (en rus: Никитское) és un poble de l'óblast de Tula, a Rússia, segons el cens del 2010 tenia 332 habitants.